# Розлив (Волноваський район)
Розли́в — селище Великоновосілківської селищної громада Волноваського району Донецької області в Україні.

## Загальні відомості
Відстань до центру громади становить близько 25 км і проходить автошляхом Т 0518.

## Населення
За даними перепису 2001 року населення селища становило 924 особи, з них 35,17 % зазначили рідною мову українську та 64,83 % — російську.